# Prólogos con un prólogo de prólogos
Prólogos con un prólogo de prólogos es un libro del escritor argentino Jorge Luis Borges. Fue publicado por Torres Agüero Editor, en 1975.
En el libro están recopilados cuarenta de los prólogos que Borges escribió entre 1927 y 1974. La calle de la tarde, libro de poesía de Norah Lange fue el primero que escribió. Las obras que prologa en este volumen son de diversos géneros (poesía, novela, ensayo y dramaturgia) e idiomas.
La recopilación estuvo a cargo del propio Jorge Luis Borges y su sobrino Miguel de Torre Borges. 
Entre los prólogos, además de Prólogo de prólogos, se encuentran: Prosa y poesía, de  Almafuerte; Walt Whitman, con Hojas de hierba; Lewis Carroll con sus Obras completas; Macedonio Fernández; Thomas Carlyle, con De los héroes; Emanuel Swedenborg y Mystical Works; Paul Valéry, con El cementerio marino;  Franz Kafka, con La metamorfosis;  William Shakespeare,con Macbeth; José Hernández, con  Martín Fierro; Marcel Schwob, con La cruzada de los niños; Herman Melville, con " Bartleby",  entre otros.